# アンデルソン・リマ・ベイガ
アンデルソン・リマ（Ânderson Lima）ことアンデルソン・リマ・ベイガ（Ânderson Lima Veiga、1973年3月18日 - ）は、ブラジル・サンパウロ出身のサッカー選手、指導者。選手時代のポジションはディフェンダー（右サイドバック）。

## 経歴
現役時代はフリーキックのスペシャリストとして知られた。グレミオ、サンカエターノ等のブラジル国内クラブを渡り歩いたのち、2005年、ブラジルキャンプ中のJリーグ・アルビレックス新潟へ加入。その後1年間を日本でプレーした。本来のポジションは右のサイドバックであるが、攻撃力を買われてシーズン後半は前線でプレーする機会も多かった。5月4日の川崎フロンターレ戦（新潟スタジアム）では後半81分に新潟がフリーキックを得た場面で鈴木慎吾との交代出場した直後にこの試合の決勝ゴールとなる直接フリーキックを決め、「代打フリーキック」として話題になった。ちなみに、このゴールの直後にリマは興奮のあまりユニフォームを脱いで上半身裸になったことでイエローカードを提示されている。新潟では30試合に出場して8得点を記録。ファン投票でオールスターマッチに選出されるなどサポーターにも愛されたが、保有権を持つサンカエターノと新潟の間で契約延長交渉がまとまらず、1年限りで新潟を退団しブラジルへ帰国した。
引退後は指導者に転身し、ポルトゥゲーザ等でコーチを務める傍ら、古巣新潟へ入団するブラジル人のアドバイザー的役割も果たしている。マルシオ・リシャルデスやレオ・シルバは、リマの助言もあって新潟に入団した。

## 個人成績
| 国内大会個人成績 | 国内大会個人成績 | 国内大会個人成績 | 国内大会個人成績 | 国内大会個人成績 | 国内大会個人成績 | 国内大会個人成績 | 国内大会個人成績 | 国内大会個人成績 | 国内大会個人成績 | 国内大会個人成績 | 国内大会個人成績 |
| 年度             | クラブ           | 背番号           | リーグ           | リーグ戦         | リーグ戦         | リーグ杯         | リーグ杯         | オープン杯       | オープン杯       | 期間通算         | 期間通算         |
| 年度             | クラブ           | 背番号           | リーグ           | 出場             | 得点             | 出場             | 得点             | 出場             | 得点             | 出場             | 得点             |
| ブラジル         | ブラジル         | ブラジル         | ブラジル         | リーグ戦         | リーグ戦         | ブラジル杯       | ブラジル杯       | オープン杯       | オープン杯       | 期間通算         | 期間通算         |
| ---------------- | ---------------- | ---------------- | ---------------- | ---------------- | ---------------- | ---------------- | ---------------- | ---------------- | ---------------- | ---------------- | ---------------- |
| 1995             | グアラニ         |                  | セリエA          | 19               | 1                |                  |                  |                  |                  |                  |                  |
| 1996             | サントス         |                  | セリエA          | 16               | 2                |                  |                  |                  |                  |                  |                  |
| 1997             | サントス         |                  | セリエA          | 18               | 0                |                  |                  |                  |                  |                  |                  |
| 1998             | サントス         |                  | セリエA          | 17               | 3                |                  |                  |                  |                  |                  |                  |
| 1999             | サンパウロ       |                  | セリエA          | 15               | 1                |                  |                  |                  |                  |                  |                  |
| 2000             | グレミオ         |                  | セリエA          | 18               | 1                |                  |                  |                  |                  |                  |                  |
| 2001             | グレミオ         |                  | セリエA          | 14               | 1                |                  |                  |                  |                  |                  |                  |
| 2002             | グレミオ         |                  | セリエA          | 18               | 7                |                  |                  |                  |                  |                  |                  |
| 2003             | グレミオ         |                  | セリエA          | 32               | 8                |                  |                  |                  |                  |                  |                  |
| 2004             | サンカエターノ   |                  | セリエA          | 33               | 9                |                  |                  |                  |                  |                  |                  |
| 日本             | 日本             | 日本             | 日本             | リーグ戦         | リーグ戦         | リーグ杯         | リーグ杯         | 天皇杯           | 天皇杯           | 期間通算         | 期間通算         |
| 2005             | 新潟             | 7                | J1               | 30               | 8                | 5                | 0                | 1                | 0                | 36               | 8                |
| 通算             | ブラジル         | ブラジル         |                  |                  |                  |                  |                  |                  |                  |                  |                  |
| 通算             | 日本             | 日本             | J1               | 30               | 8                | 5                | 0                | 1                | 0                | 36               | 8                |
| 総通算           |                  |                  |                  |                  |                  |                  |                  |                  |                  |                  |                  |